# Qikiqtaryuaq (Bathurst Inlet)
För andra betydelser, se Qikiqtarjuaq (olika betydelser).
Qikiqtaryuaq, tidigare benämnd Fishers Island, är en ö i Kanada.   Den ligger i viken Bathurst Inlet i territoriet Nunavut, i den centrala delen av landet, 3 100 km nordväst om huvudstaden Ottawa. Arean är 64 kvadratkilometer.
Terrängen på Qikiqtaryuaq är platt. Öns högsta punkt är 187 meter över havet. Den sträcker sig 12,1 kilometer i nord-sydlig riktning, och 8,6 kilometer i öst-västlig riktning.
Trakten runt Qikiqtaryuaq är nära nog obefolkad, med mindre än två invånare per kvadratkilometer.